# Ісус Христос (Новітні релігійні рухи)

Ісус Христос — духовний лідер, образ якого має своє відображення у вченнях багатьох Новітніх релігійних рухів (НРР). У їх викладенні канонічний образ Ісуса, його біографія і вчення мають помітні зміни та доповнення. Досить часто уявлення НРР-ів про Ісуса Христа базуються не на дослідженні Біблії, а на заявлених надприродних джерелах (одкровеннях). Найбільш значний вплив на погляди НРР-ів відносно Ісуса здійснило Теософське товариство і похідні від нього вчення.

## Загальний огляд
Загальним для НРР-ів є відмінність їх викладення від традиційного християнства. Ця відмінність полягає не так в самому образі Ісуса Христа, як в тій картині світу в яку він поміщений і в термінах в яких його образ виражений. Процес формування образу Ісуса в цих рухах був подібний до того що відбувався в період зародження християнства. Певні факти та одкровення збиралися, впорядковувалися і трактувалися в руслі поглядів притаманних людям, які намагалися відповісти на питання ким був Ісус і яке його значення для людей. Як правило в НРР-ах простежується стремління досягти балансу між повторним вираженням традиційного вчення і додаванням нових елементів. В результаті образ Ісуса у них виходить доволі пластичним і для частини людей ці видозміни виглядають як такі, що виходять за допустимі рамки.

Постать Ісуса Христа в НРР-ах почасту є невіддільною частиною «новітнього Євангелія», древнього вчення викладеного в новій формі. Ці рухи як правило нехтують традицією, навіть розглядають її як перешкоду. І відповідно власну систему вірувань розглядають як повернення до справжнього християнства. Характерно, що незважаючи на критику в адрес основних представників християнства, Христос домінує у викладах НРР-ів скрізь де потрібно пояснити відносини між Богом і людством за допомогою якогось посередницького принципу. Також Ісус Христос якнайкраще підходить за взірець для розкриття таких понять як «вища свідомість», «стан повного просвітлення».

Загалом термін «христос» трактується як божественний принцип, вищий аспект, що притаманний єству кожної людини і який єднає все людство в єдине ціле. Відповідно виняткова божественність Ісуса заперечується. Замісна жертва за гріх, одне з основних понять християнства, трактується з використання терміна «карма». Тобто говориться, що Ісус взяв на себе частину карми людства. Відкидається обмеження Христа рамками традиційного християнства. Стверджується що він є вічною постаттю чиє вчення можна розпізнати в кожну епоху в кожній системі віри. Відповідно заперечення можливості спасіння поза християнською релігією розглядається як глибоко помилкове.

## Особливості образу Ісуса Христа властиві НРР-ам

### Христологія
Одна з основних відмінностей у твердженнях НРР-ів і традиційного християнства стосовно Ісуса Христа полягає в різному розумінні його божественності. Християнству притаманне твердження що існує якісна різниця між Ісусом і всіма іншими людьми. Що Ісус володіє крім людської природи ще й божественною, всі інші тільки людською. В НРР-ах відсутнє таке розділення. Христос розуміється як архетип божественної ідентичності кожної людини. Особливість же Ісуса полягає в тому, що він в досконалості його проявив, а решта людей до цього тільки йдуть. Інколи термін «христос» розглядається також як щось на кшталт духовної посади. І подібно як Кеннеді не завжди був президентом США, так і Ісус не завжди був Христом.

Христологічна проблема (питання співвідношення людського і божественного в Ісусі) нерідко ставала темою дискусії і в самому християнстві. З нею тісно пов’язана христологія Логосу, напрям в христології, який, серед інших речей, шукав доказів присутності Христа в формі Логосу (божественного слова) в релігіях світу. В ньому, на противагу твердженню що вчення Христа присутнє тільки в християнстві, доводилось що є спалахи істини в інших релігіях, які християнська церква має бути готова прийняти як доказ розсіяної в них енергії божественного Логосу. Тобто подібно тому як всім людям властива божественна природа (Христос) так і всім релігіям світу властива присутність в них вчення Христа. В НРР-ах йдуть навіть далі та в тій чи іншій формі стверджують що саме в їх викладенні вчення Христа подано точніше ніж в традиційному християнстві.

Загалом для вчень НРР-ів характерно розділення таких понять як Ісус і Христос. Ісус розуміється як історична особистість, людина що жила в I столітті н.е. в Палестині. Христос як божественний принцип властивий кожному і найбільше проявлений Ісусом. Відповідно кожен може проявити Христа перебуваючи в гармонії з Духом Божим.

### Друге пришестя
Так зване Друге пришестя Ісуса Христа трактується як внутрішня подія, а не зовнішня. Цей прихід розуміється як прояв принципу Христа в багатьох, результатом чого буде настання епохи просвітлення. Прив’язана ця подія до такого загальновизнаного астрономічного явища як прецесія земної осі. Повний цикл зміни куту нахилу осі відбувається за 25 000 років, які умовно можна розділити на 12 відрізків. В кожному з них вісь Землі стає дещо зміщена до одного з 12 сузір’й, що входять до зодіаку. Останні 2 000 років вісь вказувала на ділянку що належить до знаку риб. Тому ці два тисячоліття інколи називають епохою риб і асоціюють з християнством. Наступним знаком є водолій, через що побутує назва «епоха водолія». Стверджується що перехід Землі в цю нову астрологічну епоху принесе з собою нову форму вираження духовних устремлінь. І христова свідомість вже буде явлена в багатьох по всьому світу, а не персоніфіковано як перший раз в Ісусові.

### Історія життя
Викладені в Євангеліях біографічні дані про Ісуса є доволі лаконічними. Крім того, немає документальних згадок про те, що відбувалося з ним з 12 до 30-річного віку. Цей період нерідко називають «зниклими роками». Одним з перших версію що ці роки були проведені Ісусом в Індії опублікував М. Нотович в 1894 р.. Він стверджував що виявив на Сході досі невідомий широкому загалу рукопис «Життя святого Ісси». М.Реріх, виїхавши в 1925 р. до Тибету, провів 4 роки подорожуючи по Азії. Він повідомив, що бачив рукопис, який доводить що Ісус провів своє раннє життя в Індії. Навіть цитував звідти слова Ісуса:
|  | Я прийшов показати людські можливості. Те, що я творю, всі люди можуть творити. І те що я є, всі люди будуть». |

 На основі цих тверджень Е. Профет, представник Вчення вознесених владик, побудувала книгу-розслідування «Втрачені роки Ісуса» про період від епізоду який трапився з 12-річним Ісусом в Єрусалимському храмі і до початку публічного служіння. Е. Профет вірила що ці «роки мовчання» Ісус провів в навчанні з Майстрами Далекого Сходу, подорожував Тибетом та Індією. Що там в нього сформувалася значна частина внутрішнього вчення, яка згодом була, як вона стверджує, втрачена або відкинута представниками ортодоксального християнства. Твердження про перебування Ісуса в Індії прямо пов’язане з обґрунтуванням наявності у «втраченому вченні» елементів притаманних східним релігіям. Зокрема твердження про Ісуса як про вчителя реінкарнації.

Також існують доповнення до біографії Ісуса побудовані на основі одкровення:
- "Книга Урантії", заявлена як одкровення групи «представників Всесвіту», присвячує велику частину (800 з 2100 сторінок) життю і вченню Ісуса. Його подано в контексті космологічного вчення викладеного в основній частині книги.[51] Деякі історії з цієї книги доповнюють Євангелія (подорож Ісуса по Середземному морю), деякі коригують їх (розповідь про шеститижневе перебування Ісуса на горі Ермон на противагу Євангельським 40-дням випробування в пустелі).[52] Ісус зображений як такий що всіляко уникає створення нової обрядової системи богослужіння, а натомість сконцентрований на передачі вчення.[53]
- книга Леві Доулінга[en] Євангеліє епохи водолія[en] 1907 р. видання заявлена як одкровення джерелом якого слугували так звані хроніки акаші. Подано детальний опис відвідин Індії, які починається з того, що Ісуса в його юні роки помітив в єрусалимському храмі індійський принц і вражений його здібностями згодом запросив з собою у подорож. Постать Ісуса в цій книзі зображена набагато більш східною ніж у того ж Нотовича.[54]

### Реінкарнація
Доволі поширене в НРР-ах вчення про реінкарнацію проявилося і в контексті особи Ісуса Христа. Крім твердження що вчення про реінкарнацію є втраченою частиною його вчення наводиться перелік попередніх втілень Ісуса. Вказується що історія його втілень тісно пов’язана з історією єврейського народу. Так до попередніх втілень Ісуса Христа відносять Йосипа, Ісуса Навина, Давида, Єлисея. Проте вказується що лише в новозавітному втіленні через Ісуса всеціло діяв Христос. Стверджується що історія відносин Єлисея та Іллі, ученика та учителя, мала своє продовження коли вони зустрілися у своїх наступних втіленнях як Ісус Христос та Іоанн Хреститель в епізоді коли Ісус наполягав що має прийняти хрещення від Іоанна і таким чином виконати всяку правду.

В Біблії в книзі пророка Єзекіїля (34:23) є пророцтво за Ісуса Христа де говориться:
|  | І поставлю над ними одного пастиря, і він буде їх пасти, - раба мого Давида |

 Це місце можливо розглядати як біблійне підтвердження того, що старозавітній цар Давид був одним із попередніх втілень Ісуса.

Втілення Ісусом Христом розглядається як його завершальне втілення після якого настало звільнення від необхідності реінкарнації.

## Особливості образу Ісуса Христа в окремих НРР-ах

### Аліса Бейлі
А. Бейлі бувши християнським місіонером приєдналася до теософського товариства, а згодом заснувала свою власну окрему релігійну організацію. Як результат поєднання різних віровчень, образ Христа у неї вкорінений у біблійному контексті, але виражений в езотеричних термінах. Його образ отримав набагато більше спільного з біблійним образом Христа ніж з тим як він був зображений у Блаватської. У Бейлі з’явилося християнство що не вважало Ісуса єдиним Сином Божим і не претендувало на те, що християнське одкровення є унікальним чи на порядок вищим за всі релігії. В одній з книг вона описує свій досвід:
|  | Я виявила, що Христос був Вчителем всіх Майстрів і Вчителем ангелів і людей. Я виявила, що вчителі мудрості були Його учнями, а учні такі, як я, були лиш учнями якогось з цих вчителів. Я зрозуміла що коли в дні мого традиційного християнства говорила про Христа і його церкву, я насправді говорила про Христа та планетарну ієрархію |

В контексті суспільства вона розглядала Христа як «божественне насіння» впроваджене в духовні системи кожного покоління і культури. В контексті людини вона виділяла два аспекти Христа: 1) «внутрішній Христос» — внутрішня духовна сила людини; 2) «персоніфікований Христос» — явлений в особі Ісуса.

### Антропософія

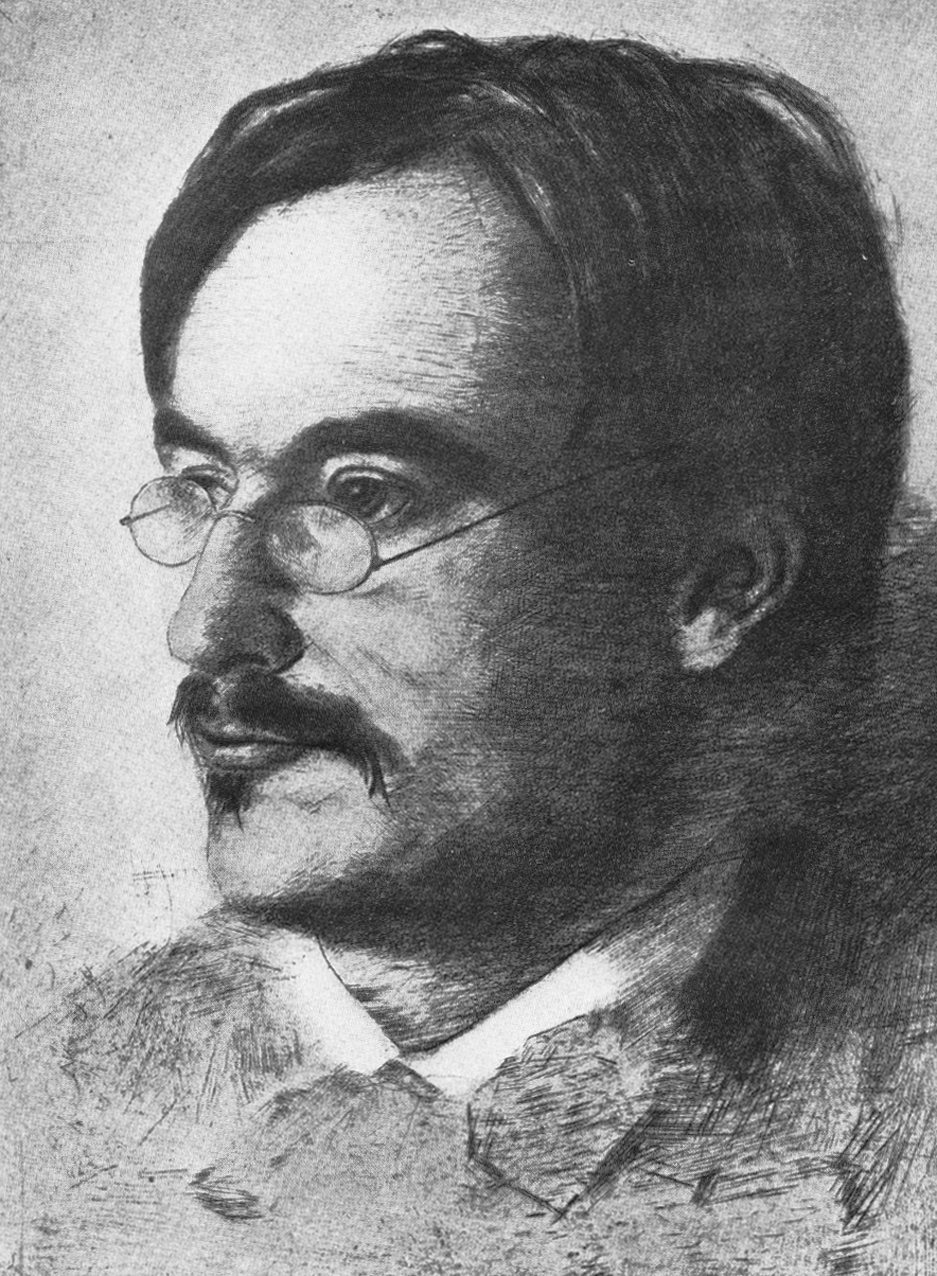

На думку Рудольфа Штайнера, Христос виражається в людині як певна сила, здібність, що гармонізує її внутрішній світ. У випадку ментальної сфери людини це описується наступним чином. Є два аспекти розуму: перший аспект — це уява, мрійливість, нічим не обґрунтоване витання  в хмарах; другий – холодна сконцентрованість на матеріальному, видимому. Кожен з цих аспектів сам по собі руйнівний, але Христос їх приводить до гармонії здатної принести істинно корисний результат.

### Бахаїзм
У бахаїзмі Ісус є однією з 14 осіб, що були проявом Бога. Згідно з цим вченням Бога неможливо цілком помістити в особу одного якого завгодно окремо взятого духовного лідера. Стверджується що вчення Ісуса, Будди, Крішни, Магомета, Зороастра різняться лиш через те, що людство відповідно до рівня свого розвитку і спроможності осягнути вічні духовні істини потребувало саме такого викладення вчення.

### Вчення вознесених владик

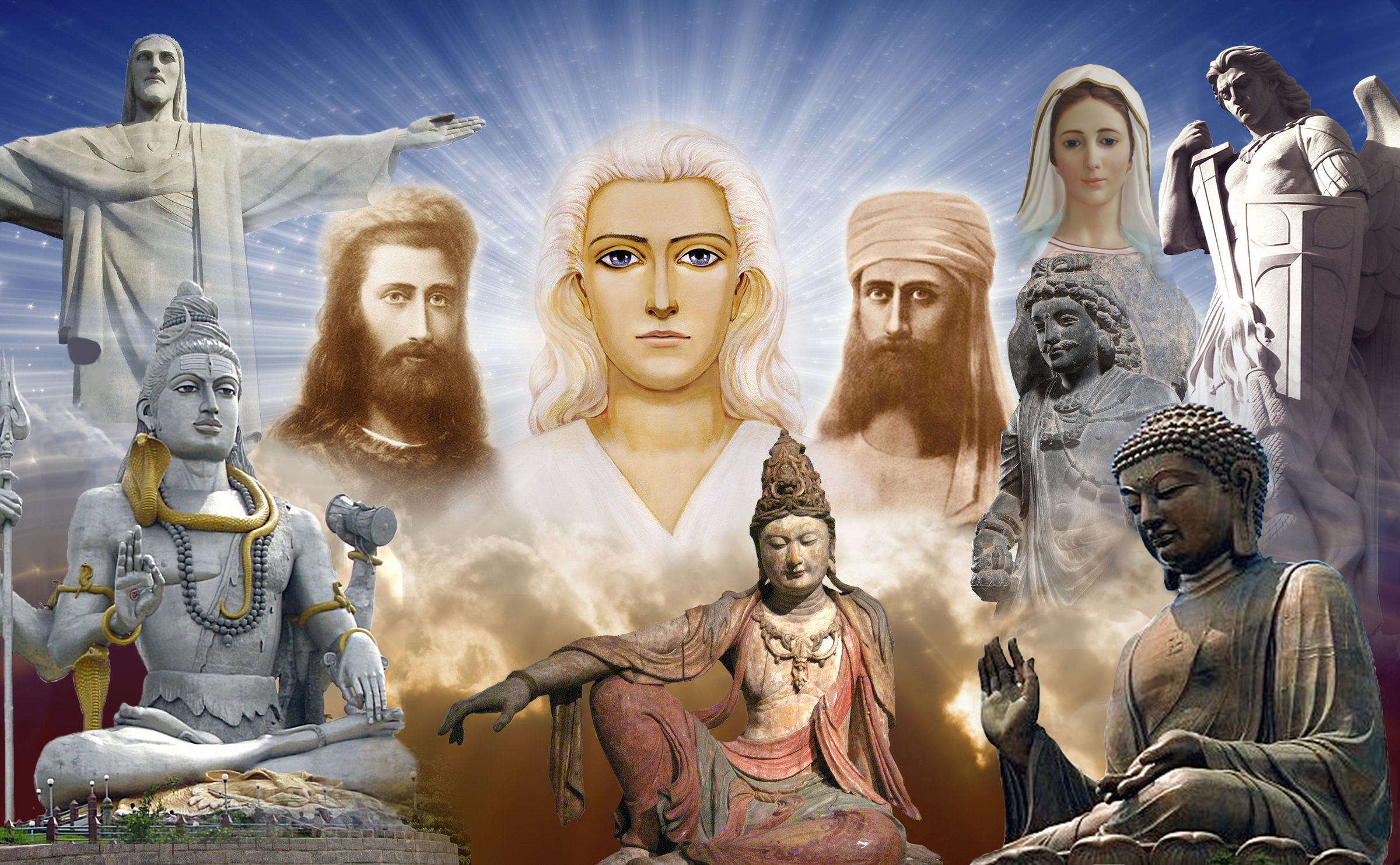

У Вченні вознесених владик наголошується на тому, що є три складові внутрішнього світу людини: 1) Я Єсмь Присутність (іскра Божа, що є серцевиною людської істоти); 2) свідомість Христа або Я Христа (посередник між божественним та людським світами); 3) душа (смертний аспект єства людини, що стає безсмертним через процес вознесіння). Відповідно Ісус Христос — це ідеально явлений образ цієї другої складової, що є глибинною сутністю (індивідуалізованим Христом, іншими словами "Я Христа") кожної людини. Е. Профет стверджує, що Христос бувши неперевершеним втіленням світла має і вчення як втілену суму всіх світових релігій.

Одна зі складових Вчення – положення про 7 променів. Згідно з ним Бог проявляє себе в видимому світі через 7 основних своїх якостей (сила, мудрість, любов і т. д.), що символізуються 7 кольорами світлового спектра. Вознесіння і звільнення від потреби в перевтіленні досягає той, хто в досконалості оволодів хоча б однією з цих 7 якостей. Така людина стає вознесеним владикою. У вченні стверджується що Ісус на відміну від більшості вознесених владик в досконалості володіє всіма сімома якостями Бога, що в біблії виражено у виразах «Агнець, що має ... сім Божих духів» (Об'явлення 5:6) та «Ісус є священником по чину Мелхіседека».. Крім Ісуса до цієї категорії відносять і Гаутама Будду.

У Вченні важливість «вселенського Христа» відтісняє на задній план постать історичного Ісуса. Найважливішим проголошується особистий контакт з Христом в сьогоденні. Вченню характерно численні послання від імені вознесених владик, в тому числі й від Ісуса Христа, що виражені у формі бесід, настанов:
|  | Усередині вас знаходяться дві людини. Одна людина – смертна, і інша людина – безсмертна. І ці дві людини так переплелися за багато мільйонів років існування на планеті Земля, що потрібно докласти значних зусиль, щоб відокремити цих двох одна від одної. Одній з них належить залишитися на Землі та повернутися в землю, з якої вона була взята. Другій належить продовжити існування на іншому – Вищому – плані буття. Ви знаєте, що мені вдалося розлучитися зі своєю нереальною частиною за 40 днів, коли я перебував у пустелі. Однак ви знаєте, що після цього було моє служіння, розп'яття, воскресіння і вознесіння. І якщо ви розлучитеся з нереальною частиною вас самих, то ви не зможете просто махнути рукою на все інше людство та забитися в тепленьке місце десь на Небесах. Не сподівайтеся, улюблені, що з вашим вознесінням закінчиться ваш розвиток, ваше напруження, ваша робота й ваша відповідальність. Усе тільки почнеться. |

### Едгар Кейсі

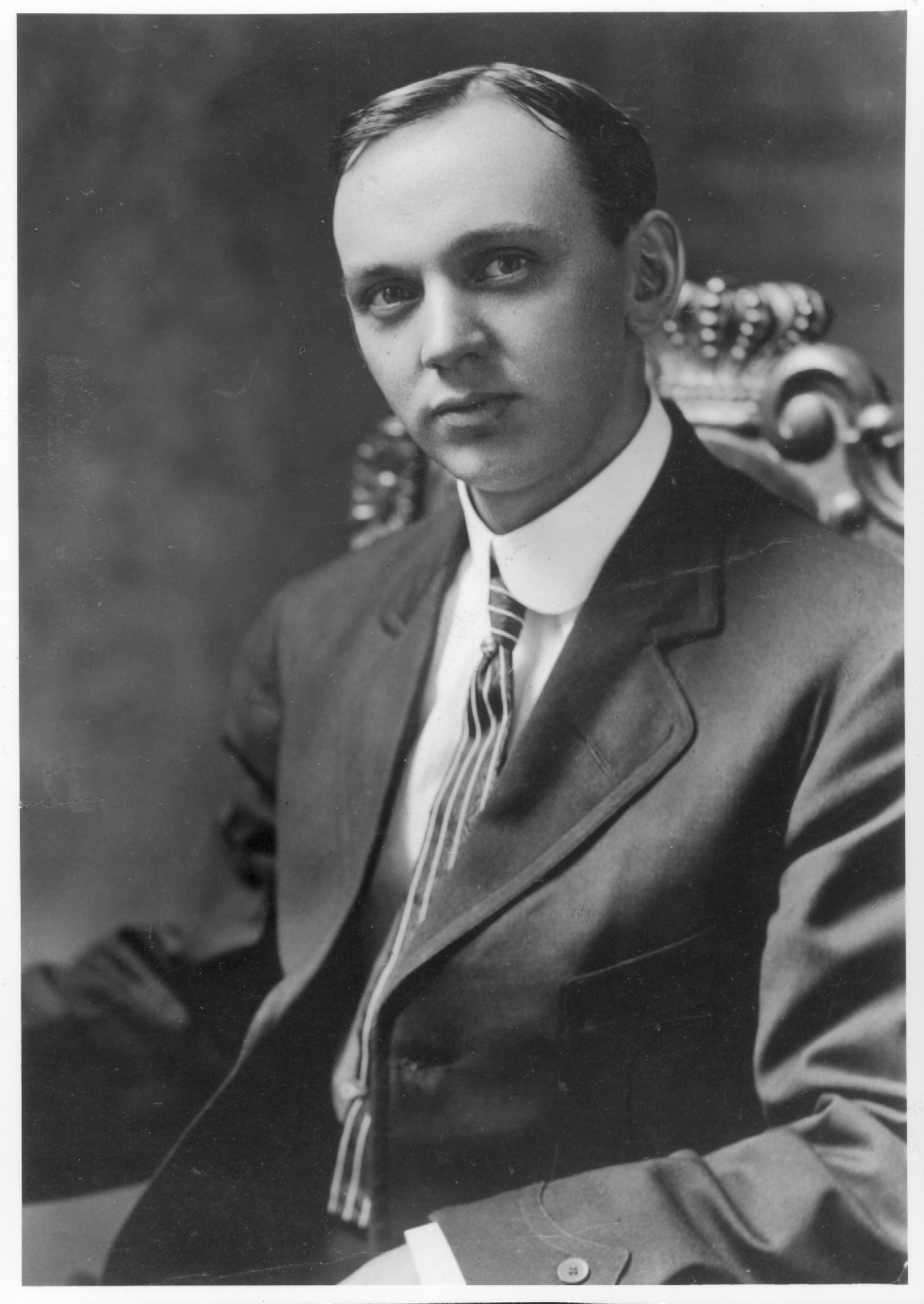

Е. Кейсі стверджував що дух Христа супроводжує великих духовних діячів всіх епох. Але поєднання Ісуса з духом Христа призвело до найвищого прояву досконалості, сили та зрілості. І цей прояв є необхідним усім людям, бо щоб зрозуміти свої стосунки з Богом вони повинні були спочатку отримати його досконалий втілений образ, Ісуса Христа. Ісус собою показав що очікує на божих дітей якщо вони досягнуть єднання з Отцем Небесним.

### Нова думка
Енні Міліц вчила, що вознесіння не є винятковим досягненням Ісуса Христа, а швидше завершальним етапом еволюції людини, що відкритий для всіх.

### Теософське товариство

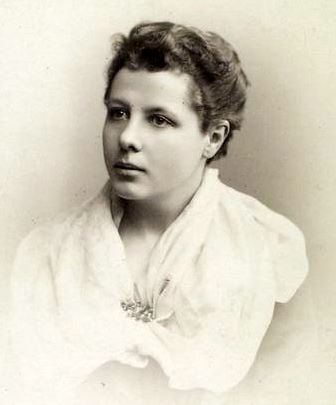

Найбільш значний вплив на погляди НРР-ів відносно Ісуса Христа здійснило теософське товариство та похідні від нього рухи. Його представники стверджували що вчення Христа є те ж саме вчення що передається людству Махатмами. І діяльність Ісуса Христа — це складова частина діяльності що загалом здійснюється Великим білим братством. Анні Безант, президент теософського товариства стверджувала:
|  | Коли настає нова епоха … вчитель світу приходить у добровільне втілення й засновує релігію, яка відповідає вимогам нової доби. |

Засновник Теософського товариства, О. Блаватська рішуче критикувала значну частину християнської спадщини. У неї образ Ісуса чітко відрізнявся від традиційного образу, хоча згодом її наступниками ця відмінність була дещо пом'якшена. Ісус в теософії зображений як посвячений у таємниці внутрішніх (закритих від широкого кола) вчень того часу та як один з Майстрів стародавньої мудрості. Термін «Христос» трактувався як божественний принцип притаманний кожній людині. Відповідно виняткова божественність Ісуса заперечувалася.

Згідно з вченням теософії, після вознесіння Ісус продовжив своє служіння наставляючи з небес на внутрішніх рівнях (в серцях) святих і містиків кожної релігійної традиції.

### Християнська наука
Згідно з вченням Християнської науки концепція Христа слугує щоб позначити проявлену присутність Божу, що притаманна кожній людині та в повноті була реалізована в Ісусові. Ісус — людина, Христос — ідея, ідеальна істина. Відповідно Ісус Христос — це той хто більше за всіх інших людей явив Христа. Стверджується, що місією Ісуса було показати ілюзорність матеріального світу і як один із наслідків — ілюзорність хвороб.

### Мунізм
У теології Церкви об'єднання, викладеній у «Божому Принципі», Ісус Христос шанується як Месія, Син Божий і Спаситель людства, однак його природа та місія трактуються з певними особливостями.
Природа Ісуса. «Принцип» навчає, що Ісус був досконалою людиною, «Другим Адамом», який досяг повного єднання з Богом у серці, волі та любові. Він є втіленням Божого Слова та ідеалу творіння. Однак, на відміну від традиційної доктрини Трійці, мунізм стверджує, що Ісус не є самим Богом, а людиною, яка досягла божественної цінності та єдності з Творцем. Їхні стосунки порівнюються з єдністю досконалого тіла та душі, а не як тотожність двох особистостей в одній Божественній сутності.
Місія Ісуса та розп'яття. Згідно з цим вченням, первинна місія Ісуса полягала в повному відновленні людства — як духовному, так і фізичному. Це означало не лише прощення гріхів, а й створення ідеальної сім'ї на землі, щоб започаткувати новий, безгрішний людський рід і встановити Царство Небесне на землі. Розп'яття Ісуса розглядається не як початковий Божий план, а як трагічний наслідок невіри тогочасних людей, зокрема релігійних лідерів Ізраїлю. Після розп'яття Ісус зміг увійти лише в рай.
Результати місії. Через свою смерть на хресті та воскресіння Ісус зміг закласти основу для духовного спасіння. Вірячи в нього, люди можуть отримати духовне відродження і порятунок своїх душ — після смерті ввійти в рай. Однак, оскільки Ісус не зміг створити сім'ю і досягти повного відновлення на землі, фізичне спасіння залишилося незавершеним. Саме тому, згідно з «Принципом», необхідне Друге пришестя Месії, який має народитися на землі як людина, щоб завершити місію, розпочату Ісусом, і встановити Царство Боже як на землі, так і в духовному світі.